# Städtisches Museum Schloss Rheydt

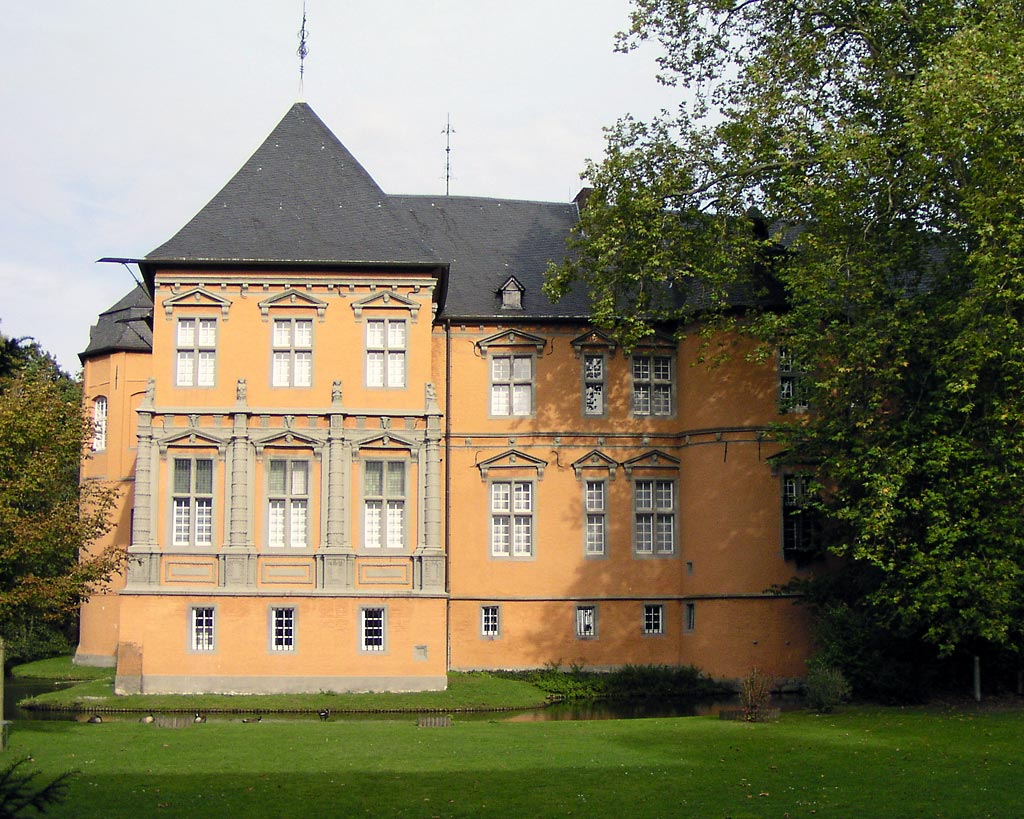
Schloss Rheydts östra flygel.

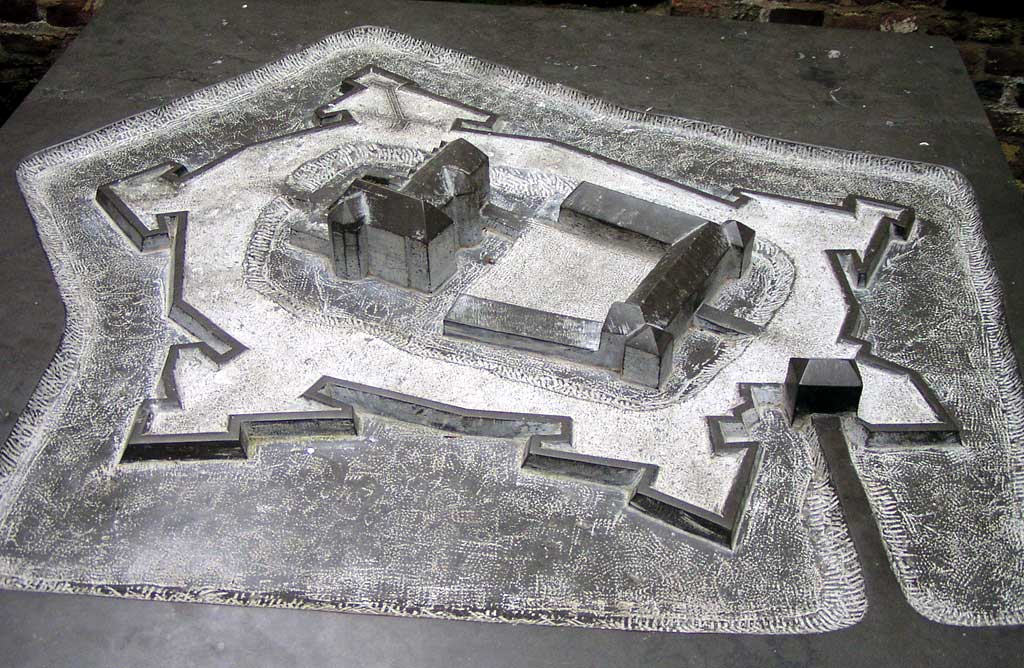
Modell av Schloss Rheydt, omkring 1600.

Städtisches Museum Schloss Rheydt är ett renässanspalats och kommunalt museum i Rheydt i Mönchengladbach i Nordrhein-Westfalen i Tyskland. Genom åren har slottet varit säte för olika adelsfamiljer, inklusive Bylandt-Rheydtätten, som styrde över Rheydt i över 300 år och gav slottet dess nuvarande utseende.

## Historik
Slottet grundades 1060, och har utvecklats över tiden till det palats det är idag. Slottet omnämndes första gången 1180 av ärkebiskopen i Köln Philip I (omkring 1130–1191), som då i sin korrespondens nämnde intäkter som skulle inhämtas från slottets ägare, herren till Rheydt. Den förste slottsägaren som nämns vid namn är Wilhelm von Heppendorf.
Otto von Bylandt lät tillskapa den nuvarande fasaden, utformad av Maximilian Pasqualini (1534–72), son till den italienske arkitekten Alessandro Pasqualini (1493–1559). Pasqualini byggde om i sin fars stil, och lade till kasematter och bastioner samt skapade en vallgrav runt slottet. Pasqualini byggde också om på insidan genom att lägg till eldstäder, skulpturer och målningar. Det mesta av hans arbeten är i gott skick än idag. 
Under 1800-talet bytte slottet ägare flera gånger, men ägarna hade svårt att klara finansiering av underhåll och slottet förföll gradvis. Staden Rheydt köpte slottet 1917 och därefter har det efter många år till någon del renoverats 1988-93. Stora delar av slottet har inretts som museum och öppnats för allmänheten. År 1978 blev det utnämnt till European Museum of the Year.